# Julie Adams
Julie Adams, właśc. Betty May Adams (ur. 17 października 1926 w Waterloo, zm. 3 lutego 2019 w Los Angeles) – amerykańska aktorka filmowa i telewizyjna.

## Filmografia
Filmy:

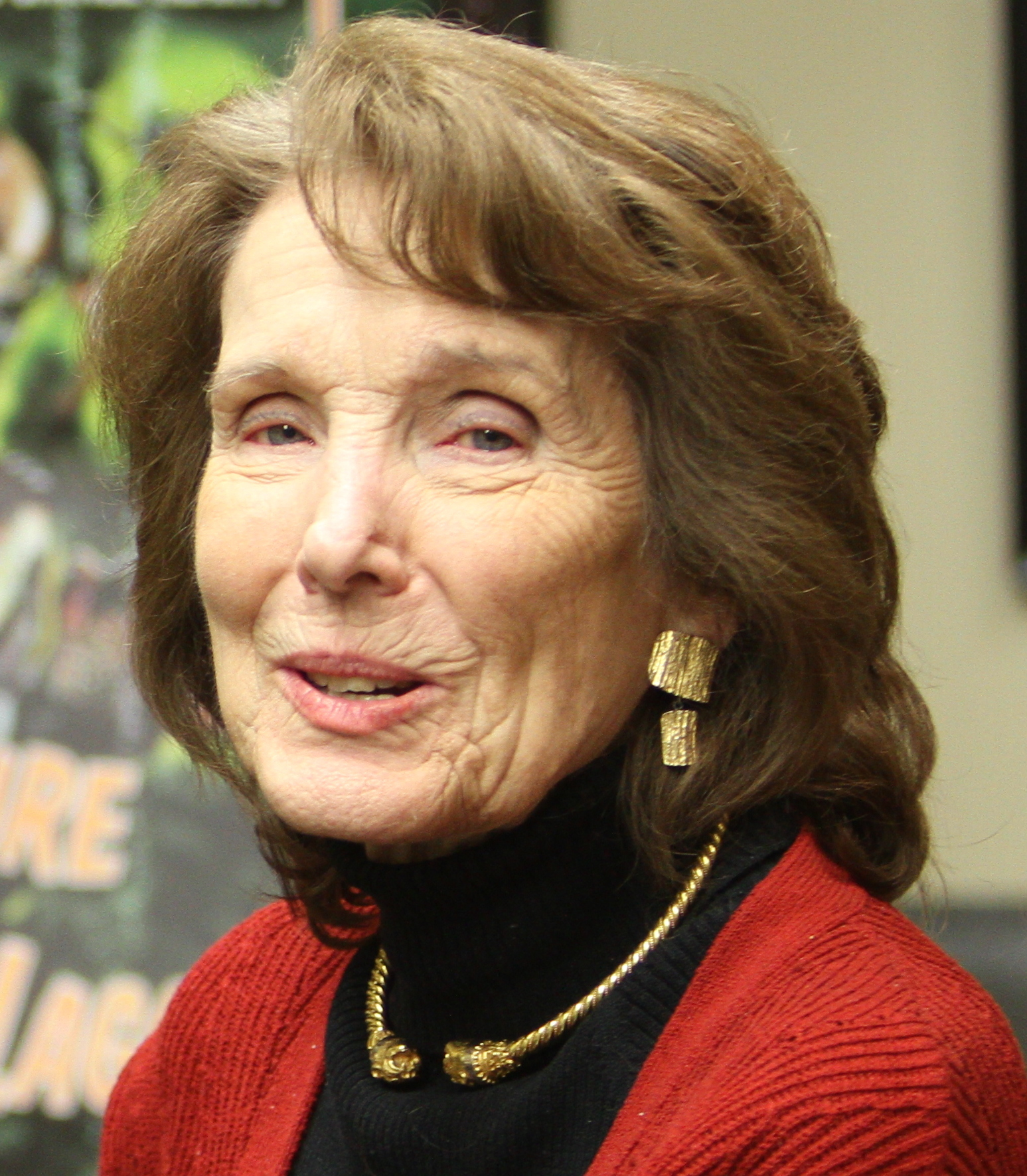
Julie Adams we wrześniu 2011

- Bright Victory (1951) jako Chris Paterson
- Zagadkowa historia (1951) jako Sally Rousseau / Amanda Rousseau
- Zakole rzeki (1952) jako Laura Baile
- Karciarz z Missisipi (1953) jako Ann Conant
- Człowiek z Alamo (1953) jako Beth Anders
- Potwór z Czarnej Laguny (1954) jako Kay Lawrence
- Jedyne pragnienie (1955) jako Judith Watrous
- Prywatna wojna majora Bensona (1955) jako dr Kay Lambert
- Połaskotaj mnie (1965) jako Vera Radford
- Samotny detektyw McQ (1974) jako Elaine Forrester
- Czarne Róże (1988) jako pani Miller
- Zlecenie (1990) jako Martha
- World Trade Center (2006) jako babcia Allison

Seriale TV:
- Cheyenne (1955-63) jako Irene Travers (gościnnie, 1960)
- Bonanza (1959-73) jako Helen Layton (gościnnie, 1961)
- Alfred Hitchcock przedstawia (1955-65) jako Carol Longsworth/Peg Valence/Phyllis Kendall (gościnnie; 1958, 1959 i 1961)
- Doktor Kildare (1961-66) jako Ginny Nelson (gościnnie, 1962)
- Perry Mason (1957-66) – różne role w 4 odcinkach
- Prawo Burke’a (1963-66) jako Carla Cabral (gościnnie, 1965)
- Szpital miejski (od 1963) jako Denise Wilton (gościnnie, 1969)
- Ironside (1967-75) jako Norma Howard (gościnnie, 1968)
- Mannix (1967-75) jako  Liza Carter/Edie Reynolds (gościnnie, 1967 i 1973)
- Ulice San Francisco (1972-77) jako Judith (gościnnie, 1975)
- Sierżant Anderson (1974-78) jako Eleanor Simpson (gościnnie, 1978)
- Quincy (1976-83) jako pani Daniels/Sharon Ross/dr Chris Winston (gościnnie; 1977, 1980 i 1982)
- Cagney i Lacey (1982-88) jako Helen Granger (gościnnie, 1982)
- Capitol (1982-87) jako Paula Denning (gościnnie w 3 odcinkach)
- Napisała: Morderstwo (1984-96) jako Eve Simpson (postać pojawia się w 10 odcinkach z lat 1987-93)
- Beverly Hills, 90210 (1990–2000) jako Arlene Beevis (gościnnie, 1993)
- Diagnoza morderstwo (1993–2001) jako Edie Reynolds Fallon (gościnnie, 1997)
- Melrose Place (1992-99) jako pani Damarr (gościnnie, 1999)
- Sliders – Piąty wymiar (1995–1999) jako stara Maggie Beckett (gościnnie, 1999)
- Sprawy rodzinne (1999–2002) jako Bonnie (gościnnie, 2000)
- Dowody zbrodni (2003-10) jako Dottie Mills (gościnnie, 2006)
- Zagubieni (2004-10) jako Amelia (gościnnie, 2006)
- CSI: Kryminalne zagadki Nowego Jorku (2004-13) jako Betty Willens (gościnnie, 2007)

## Życie prywatne
Była dwukrotnie rozwiedziona. Ze związku z drugim mężem miała dwóch synów; Stevena (ur. 1956) i Mitchella (ur. 1962).
Zmarła w Los Angeles 3 lutego 2019 w wieku 92 lat. Pochowana w Malvern w stanie Arkansas.